# 陆慈
陆慈（1924年—？），女，江苏常熟人，中国外语教育家，曾任清华大学教授，第四、五、六、七届全国政协委员。